# Promysis atlantica
Promysis atlantica är en kräftdjursart som beskrevs av W. M. Tattersall 1923. Promysis atlantica ingår i släktet Promysis och familjen Mysidae. Inga underarter finns listade i Catalogue of Life.